# Alticola olchonensis
Alticola olchonensis es una especie de roedor de la familia Cricetidae.

## Distribución geográfica
Se encuentra principalmente en  Oljón y las islas Ogoi en el Lago Baikal. Aunque fue descrito originalmente como una especie, Pavlinov y Rossolimo que lo reasignó como una subespecie de  alticola tuvinicus  en 1987 antes de restablecerse como una especie en 1998.